# Tony Denison
Tony Denison (New York, 20 september 1949), geboren als Anthony John Sarrero, is een Amerikaans acteur.

## Biografie
Denison werd geboren en groeide op in de borough Harlem van New York, bij ouders die als immigranten uit Sicilië kwamen, als oudste van drie kinderen. Hij studeerde af met een bachelor aan de Staatsuniversiteit van New York in Ulster County. 
Denison begon in 1979 als acteur en toneelregisseur in een lokale theater. In 1981 begon hij met acteren voor televisie in de film Waitress!, waarna hij nog meerdere rollen speelde in films en televisieseries. Hij is vooral bekend van zijn rol als inspecteur Andy Flynn in de televisieserie The Closer waar hij in 108 afleveringen speelde (2005-2012). Voor deze rol werd hij samen met de cast in 2006, 2008, 2009, 2010 en 2011 genomineerd voor een Screen Actors Guild Awards. 
Denison was van 1986 tot en met 2008 getrouwd.

## Filmografie

### Films
Uitgezonderd korte films.
- 2023 Topannah - als inspecteur Hayes
- 2022 Deep Woods - als Billy Hadden
- 2020 Frank and Ava - als Adler
- 2019 Murder In-Law - als Will
- 2018 Frank and Ava - als Adler
- 2016 Dirty - als commandant Rocco
- 2015 Dementia - als MC
- 2015 Clarity - als Malcolm
- 2014 Atlas Shrugge: Part III - als Cuffy Meigs
- 2012 Trattoria – als Sal Sartini
- 2011 Answers to Nothing – als kapitein
- 2011 Pizza Man – als onderzoeker
- 2008 Crash and Burn – als Francis Garrard
- 2007 Dead Write – als Dr. Bruno Alexander
- 2006 Karla – als rechercheur Buroughs
- 2006 Murder 101 – als Nelson Raymond
- 2005 Island Prey – als Peter Thornton
- 2005 Choker – als Murcer
- 2004 Wild Things 2 – als Niles Dunlap
- 2003 Chasing Papi – als agent Quinn
- 2003 Art of Revenge – als John Ravich
- 2002 Now You Know – als Gary Richards
- 2001 Venomous – als majoor generaal Thomas Sparks
- 2000 Rocket's Red Glare – als Marty
- 2000 Looking for an Echo – als Ray Napolitano
- 2000 Skeleton Woman – als Victor
- 2000 The Last Producer – als pokerspeler
- 1999 Road Kill – als Mr. Z
- 1997 The Corporate Ladder – als Matt Taylor
- 1997 Opposite Corners – als Augie Donatello
- 1996 For Which He Stands – als Vinnie Grosso
- 1996 No One Could Protect Her – als Dan Rayner
- 1994 Criminal Passion – als Nathan Leonard
- 1994 Men of War – als Jimmy G
- 1994 A Brilliant Disguise – als Andy Manola
- 1994 Getting Gotti – als John Gotti
- 1993 Full Eclipse – als Jim Sheldon
- 1993 Sex, Love and Cold Hard Cash – als Douglas Colson
- 1993 The Amy Fisher Story – als Joey Buttafuoco
- 1992 Lady Boss – als Cooper Turner
- 1992 The Harvest – als Noel Guzmann
- 1992 The Price She Paid – als Welles
- 1991 Under Cover – als Dylan Del'Amico
- 1991 City of Hope – als Rizzo
- 1991 Child of Darkness, Child of Light – als pastor O'Carroll
- 1990 Little Vegas – als Carmine de Carlo
- 1990 The Girl Who Came Between Them – als Barry Huntoon
- 1989 Full Exposure: the Sex Tapes Scandal – als inspecteur James Thompson
- 1988 The Great Escape II: The Untold Story – als inspecteur Mike Corery
- 1981 Waitress! – als Moe

### Televisieseries
Uitgezonderd eenmalige gastrollen.
- 2019-2023 All Rise - als Vic Callan - 11 afl.
- 2012-2018 Major Crimes – als inspecteur Andy Flynn – 105 afl.
- 2005-2012 The Closer – als inpsecteur Andy Flynn – 108 afl.
- 2006 Prison Break – als Aldo Burrows – 5 afl.
- 2003-2006 Playmakers – als coach George – 12 afl.
- 2002-2003 JAG – als CAG USS Coral Sea – 2 afl.
- 2004 The D.A. – als Paul Harper – 2 afl.
- 2000 Walker, Texas Ranger – als Michael Westmoreland – 2 afl.
- 1997 Melrose Place – als Jim Reilly – 10 afl.
- 1996 Love and Marriage – als Jack Nardini – 5 afl.
- 1988-1989 Wiseguy – als John Henry Raglin – 4 afl.
- 1986-1988 Crime Story – als Ray Luca – 29 afl.

- Biblioteca Nacional de España: XX5426835
- Bibliothèque nationale de France: cb14170951q (data)
- Gemeinsame Normdatei: 143221418
- International Standard Name Identifier: 0000 0001 1499 7954
- Library of Congress Control Number: nr2002010283
- Nationale Bibliotheek van Tsjechië: xx0151799
- Nederlandse Thesaurus van Auteursnamen: 392453398
- Virtual International Authority File: 163361663
- WorldCat: E39PBJvMvWM6td3843GhyDckjC